# Afonso de Albuquerque e Melo
Afonso de Albuquerque e Melo (Pernambuco, ca. 1811 — ?) foi um político brasileiro.
Filho de José Mariano de Albuquerque e Melo e de Maria Barbosa.
Foi deputado à Assembleia Legislativa Provincial de  Santa Catarina na 10ª legislatura (1854 — 1855), na 11ª legislatura (1856 — 1857), na 12ª legislatura (1858 — 1859), na 15ª legislatura (1864 — 1865), na 16ª legislatura (1866 — 1867), e na 17ª legislatura (1868 — 1869).
Foi cavaleiro da Imperial Ordem da Rosa.